# Organe lymphoïde primaire
Les organes lymphoïdes primaires sont les organes dans lesquels les lymphocytes T et B vont être fabriqués et acquérir leurs différenciations en cellules équipées pour reconnaitre un antigène.
Ces organes sont la moelle osseuse  qui assure la production des lymphocytes T et B et la maturation des lymphocytes B, la bourse de Fabricius, chez les oiseaux, qui assure la maturation des lymphocytes B et le thymus qui assure la maturation des lymphocytes T.